# Skoro na mizině
Skoro na mizině, uváděno jako sKORO NA mizině pro zdůraznění slova „korona“, je internetový komediální seriál z prostředí Divadla Mír z roku 2020. V hlavních rolích se představili členové komediálního uskupení Tři tygři (Albert Čuba, Štěpán Kozub, Robin Ferro a Vladimír Polák). Seriál je humornou reflexí situace kritické pro kulturu v rámci ochranných opatření proti šíření koronaviru. Herci v seriálu hrají fiktivní verze sebe sama v absurdních a vyhrocených situacích. Kromě ostravských herců se v seriálu objevili i Jiří Langmajer, Michal Suchánek, Petr Kolečko nebo Marek Vašut. Seriál byl rovněž uveden na mezinárodním festivalu Serial Killer.
Režisérem seriálu je Vladimír Skórka, který se podílel i na scénáři společně s Martinem Šimíčkem, Michalem Suchánkem a Petrem Kolečkem. Na jaře 2020 se odvysílaly tři díly seriálu. Na podzim se však tvůrci díky fanouškovskému ohlasu rozhodli natočit ještě další dva díly. A v létě 2021 byly odvysílány další tři díly.

## Obsazení
| Albert Čuba              | sám sebe (1–8)                         |
| Štěpán Kozub             | sám sebe (1–8)                         |
| Robin Ferro              | sám sebe (1–8)                         |
| Vladimír Polák           | sám sebe (1–8)                         |
| Jiří Langmajer           | sám sebe (1–3, 5–8)                    |
| Michal Suchánek          | sám sebe (1, 3, 8)                     |
| Petr Kolečko             | sám sebe (3, 5, 7–8)                   |
| Jana Bernášková          | sama sebe (1–2)                        |
| Rudolf Merkner           | sám sebe (1–2, 4)                      |
| Honza Dědek              | sám sebe (4)                           |
| Barbora Jánová           | asistentka Honzy Dědka (4)             |
| Milan Cimerák            | sám sebe (4)                           |
| Roman Mrázik             | horník 1 (4–5)                         |
| Robert Mikluš            | horník 2 (4–5)                         |
| Marek Vašut              | sám sebe (5)                           |
| Adéla Gondíková          | sama sebe (1, 6–8)                     |
| Josef Kaluža             | sám sebe (1, 6–8)                      |
| Václav Neužil            | sám sebe (7–8)                         |
| Petr Rychlý              | sám sebe (7–8)                         |
| Robert Rosenberg         | sám sebe (7–8)                         |
| Paweł Deląg              | sám sebe (8)                           |
| Jakub Prachař            | sám sebe (8)                           |
| Kristýna Lipinová        | asistentka Alberta Čuby Veronika (1–3) |
| Ondřej Malý              | sám sebe (1–2)                         |
| Alena Sasínová-Polarczyk | uklízečka Prudká (2–3)                 |
| Přemysl Bureš            | sám sebe (1)                           |
| Michal Sedláček          | sám sebe (1)                           |
| Lada Bělašková           | sama sebe (1)                          |
| Beáta Hrnčiříková        | sama sebe (1)                          |
| Fredy & Krasty           | sami sebe (1–4)                        |
| Eva Čubová               | sama sebe (2)                          |
| Lukáš Oramus             | sám sebe (1)                           |
| Jan Lefner               | sám sebe (2)                           |
| Dimitrij Dostál          | sám sebe (1)                           |
| Jana Juříčková           | sama sebe (1, 4)                       |
| Petr Sedláček            | sám sebe (1)                           |
| Jaroslav Rusnák          | sám sebe (1)                           |
| Jiří Nekvasil            | sám sebe (4)                           |
| Alexandra Gasnárková     | sama sebe (2) – vystřižená scénka      |
| Vladimír Skórka          | šéf horníků (5) – vystřižená scénka    |

## Seznam dílů
1. Došly prachy (premiéra 22. dubna 2020)[4]
2. Profík (premiéra 25. května 2020)
3. Tresť (premiéra 8. června 2020)
4. Druhá vlna (premiéra 20. prosince 2020)[5]
5. Zával (premiéra 17. ledna 2021)[6]
6. Rododendron (premiéra 20. června 2021)
7. Terapie (premiéra  27. června 2021)
8. Noemova archa (premiéra 6. července 2021)

## Přijetí

### Kritika
Seriál získal od kritiků i diváků velmi příznivé ohlasy. Kritička Mirka Spáčilová v recenzi 2. dílu chválila zejména herecký výkon Jiřího Langmajera v roli namyšleného herce z Prahy. Po odvysílání 3. dílu pojednávajícím o nastudování fiktivní hry napsala: „je to prostě báječná slavnost humoru. O půvabné pointě ani nemluvě“. V hodnocení 4. dílu napsala, že seriál „v zábavně mrazivé zkratce vystihl všechno, co jsme prožívali od května do podzimu“.
Tomáš Maca pro web Aktuálně.cz uvedl, že seriál „existenční nejistotu divadelníků nejen vtipně glosuje, ale zároveň se ji snaží řešit“. Lenka Hloušková v článku Novinky.cz konstatovala, že „vítězi pandemie jsou Ostraváci na mizině“, poukazovala na vysokou sledovanost seriálu na YouTube a velkou fanouškovskou základnu seriálu, která mimo jiné tvůrcům posílala peníze na podporu a vznik dalších dílů.

### Ocenění a nominace
Seriál byl v roce 2021 nominován na Ceny české filmové kritiky v kategorii mimo kino. Seriál se také dostal do užšího výběru nominací na audiovizuální cenu Trilobit.